# الكنيسة القبرصية الأرثوذكسية
كنيسة قبرص الأرثوذكسية (باليونانية : Ἐκκλησία τῆς Κύπρου) وتعرف أيضا بكنيسة قبرص القديمة. وهي كنيسة أرثوذكسية شرقية وطنية عريقة في الجزيرة القبرصية.
يرجع وصول وانتشار المسيحية إلى قبرص للقرن الأول الميلادي بحسب ما ورد في سفر أعمال الرسل، وذلك على يد القديسين بولس وبرنابا حيث يتوقع بأنهما زارا الجزيرة عام 45م، وبحسب التقليد الكنسي فأن القديس لعازر (الذي أقامه يسوع من الموت بحسب الإنجيل) كان أول أسقف يرتسم في قبرص لرعاية كنيسة كتيو (لارنكا). وفي القرون اللاحقة كانت قبرص تتبع البطريرك الأنطاكي حتى عام 431م عندما أقر مجمع أفسس المسكوني استقلالية كنيسة قبرص. وأعيد التأكيد على استقلالها في مجمع ترولو عام 692م.
وهكذا استمرت الكنيسة الأرثوذكسية في قبرص حتى في أيام الاحتلال الصليبي للجزيرة بين عامي (1191 و1571)، حيث لم تفلح جهود الأساقفة اللاتين فيها على تحويل ولاء القبارصة الأرثوذكس للبابوية الكاثوليكية. ولكن في فترة الاحتلال العثماني عام 1571، أجبر الأساقفة الأرثوذكس على الإذعان لسلطة رئيس الأساقفة الكاثوليك في قبرص، وذلك بأن يكونوا مساعدين لنظرائهم اللاتين.
وتحتفظ الكنيسة القبرصية بسلسلة رؤساء أساقفتها منذ القرن الأول وحتى وقتنا الحاضر، ومن أبرز وجههم في العصر الحديث هو مكاريوس الثالث (رئيس أساقفة بين (1950 – 1977) والذي انتخب ليكون رئيس قبرص عام 1959.
رئيس الأساقفة الحالي لهذه الكنيسة هو جاورجيوس الثالث منذ عام 2022، وتتألف الكنيسة من تسع أسقفيات تتبع لها 41 دير، ويقدر عدد أتباعها بسبعمائة ألف فرد.
والكنيسة عضو في مجلس كنائس الشرق الأوسط.

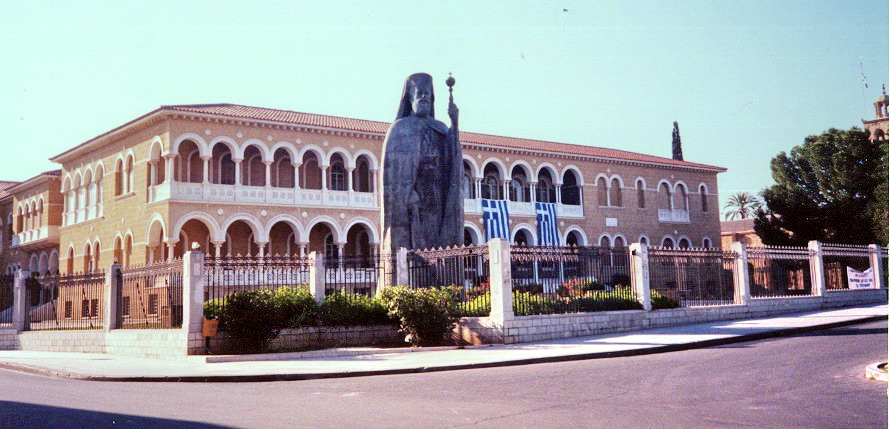
ساحة الأسقفية القبرصية

## وصلات خارجية
- الموقع الرسمي لكنيسة قبرص الأرثوذكسية